# Kościół św. Katarzyny Aleksandryjskiej w Bielicach
Kościół pod wezwaniem św. Katarzyny Aleksandryjskiej – w miejscowości Bielice w województwie opolskim, w powiecie nyskim, w gminie Łambinowice. Kościół parafialny należący do parafii pod wezwaniem św. Katarzyny Aleksandryjskiej, w Bielicach, w Dekanacie Skoroszyce, w Diecezji Opolskiej. Jego patronką jest św. Katarzyna Aleksandryjska z Egiptu.